# Avataro Sentai Donbrothers
Avataro Sentai Donbrothers (暴太郎戦隊ドンブラザーズ Abatarō Sentai Donburazāzu?) (traducido como Escuadrón Avatar DonBrothers) es el título de la 46.ª temporada de la franquicia Super Sentai Series, producida por Toei Company y emitida en TV Asahi desde el 6 de marzo de 2022 al 26 de febrero de 2023. Destaca por ser la segunda temporada desde Taiyō Sentai Sun Vulcan, en ser una secuela de la temporada anterior y la primera temporada después de 45 años de emisión, en que el miembro rosa es masculino. También es la segunda temporada desde Kaizoku Sentai Gokaiger que los héroes pueden invocar los poderes de generaciones pasadas.

## Argumento
Hace veintiún años, Un hombre llamado Jin Momoi recogió una cápsula con forma de melocotón que había llegado a la tierra desde algún lugar. Adentro de la cápsula encontró un bebé al cual decidió criar como si fuera su propio hijo, llamándolo Tarō. En el presente,  Haruka Kito, una chica de secundaria que aspira a ser artista de manga, ganó el "Premio Jokesha Manga" por su trabajo debut. De camino a casa después de la ceremonia de entrega de premios, es atacada por monstruo, pero es salvada por un hombre misterioso, el cual le entrega unos extraños lentes de sol. Al ponérselos, pudo ver un espacio dimensional diferente y obtiene la capacidad de transformarse en una guerrera llamada OniSister. Más tarde, se encuentra con Jin, quien le da un enigmático mensaje: "Busca a  Tarō Momoi y jura lealtad, y luego podrás recuperar lo que perdiste". Pero, ¿Qué significa exactamente todo esto? ¿Y quiénes son estos misteriosos aliados que él sigue mencionando que ella encontrará?

## Personajes

### Donbrothers
- Tarō Momoi (桃井タロウ Momoi Tarō?)/Don Momotaro (ドンモモタロウ DonMomotarou?): Es un sobreviviente del clan Don que llegó al mundo humano en una cápsula parecida a un melocotón cuando era un bebé y fue criado por Jin Momoi. Sin embargo, Tarō se ha escapado de casa y ahora vive como mensajero a tiempo parcial. Tarō es un joven incapaz de mentir y capaz de vivir solo después de que su padre adoptivo desapareció. También puede hacer cualquier tipo de trabajo, como limpiar, cocinar, hacer bolas de arroz, etc. Como siempre, es alegre y generalmente bien educado, aunque su tendencia a ser brutalmente honesto a menudo lo deja en situaciones donde el favor es generalmente contra él o molesta a las personas hasta el punto de que odian estar cerca de él. Sin embargo, como Don Momotaro, sufre un cambio drástico de personalidad. Comparado con su identidad civil, Don Momotaro es mucho más bullicioso y alegre, a menudo ve cada batalla como una especie de festival bajo un aire de confianza, y también puede ser un poco impredecible y excéntrico. Su color es el rojo y cuando se transforma en Don Momotaro, Tarō es un maestro espadachín.[2] Al final de la serie, después de derrotar a Sonona y Sonoya, Taro pierde todos sus recuerdos y trabaja en otra empresa de entrega.
- Shin'ichi Saruhara (猿原真一 Saruhara Shin'ichi?)/Saru Brother (サルブラザー SaruBurazā?): Es una persona erudita con un refinado sentido del gusto. También es un agudo observador con una mente muy analítica muy parecida a Sherlock Holmes que usa para ayudar a sus vecinos y amigos, este talento le ha otorgado extraoficialmente el título de "Profesor" por parte de quienes lo conocen. Shin'ichi también tiene la filosofía de que el dinero es intrínsecamente malo debido a los problemas que trae a la humanidad y, por lo tanto, no lleva ninguno sobre su persona. De hecho, entrar en contacto directo con el dinero también le quemará físicamente la piel. En cambio, trata de salirse con la suya con la falta de pago de las cosas que obtiene dando recitaciones de haikus o la rutina de resolución de problemas antes mencionada a cambio de lo que necesita o quiere, como comida gratis. Su color es el azul y cuando se transforma en SaruBrother, gana gran fuerza y poder.[3]
- Haruka Kito (鬼頭はるか Kitō Haruka?)/Oni Sister (オニシスター OniShisutā?): Es una estudiante de secundaria de 17 años que aspira a convertirse en artista de manga. Estuvo a punto de ganar la gloria y un premio de manga, pero lo perdió todo cuando el misterioso mangaka Naoki Shiina la acusó falsamente de plagio. Como la más joven del equipo, Haruka puede ser un poco infantil a veces, a veces teniendo rabietas si está aburrida, molesta o frustrada. Al principio, también dudaba en ser una heroína debido al miedo y la ansiedad de presenciar los ataques de monstruos. También tiene mal temperamento si algo la lleva al límite, su furia puede aterrorizar a los demás para evitar molestarla aún más al ser sumisa. También se muestra celosa de otras mujeres jóvenes si poseen cualidades que ella no tiene. A pesar de esto, Haruka también puede ser útil y amable con sus amigos. Su color es el amarillo y cuando se transforma en OniSister, se convierte en una luchadora ágil.[4] Más tarde, Haruka se enteraría de que Naoki Shiina es en realidad una versión de sí misma del futuro de un universo paralelo, aunque molesta porque su yo futuro alternativo no pudo limpiar su nombre antes de irse. Al final de la serie, Haruka estrena su manga basado en las aventuras de los Donbrothers, aclarando sus acusaciones de plagio y más tarde se reencuentra con Taro.
- Tsubasa Inuzuka (犬塚 翼 Inudzuka Tsubasa?)/Inu Brother (イヌブラザー InuBurazā?): Tsubasa fue una vez una estrella principal del grupo de su actuación teatral junto a su amante, Natsumi, hasta que un encuentro con un Juto lo convirtió en un fugitivo buscado. Tsubasa es egoísta, sarcástico y desconfiado de los demás, lo que hace que a los que lo conozcan no les agrade. Irónicamente, odia a los perros a pesar de que su transformación lo convirtió en uno, para su disgusto. Tsubasa a menudo grita para que los demás sigan sus órdenes en el campo de batalla, si está molesto por verse obligado a pelear cuando está ocupado. A pesar de sus rasgos negativos, Tsubasa ha demostrado que hay un lado más suave en él. Su color es el negro y cuando se transforma en InuBrother, se reduce de 100cm de altura con gran velocidad.[5] Su búsqueda de Natsumi lo lleva a Crane Juto después de que ella asumió la identidad de Miho Kijino, poniéndolo en desacuerdo con Tsuyoshi. A pesar de haber limpiado más tarde su nombre, Inuzuka vuelve a ser un fugitivo como compensación por usar sus Kibi-Points para salvar la vida de Sononi.
- Tsuyoshi Kijino (雉野 つよし Kijino Tsuyoshi?)/Kiji Brother (キジブラザー KijiBurazā?): Es el mayor del grupo. Tsuyoshi es un hombre que vive como si no tuviera nada que perder y aunque no tiene sueños propios, hace todo lo que puede para apoyar los sueños de su esposa, Miho Kijino. Tsuyoshi tiene algunos problemas con su confianza, ya que no se ve a sí mismo como nada especial y a veces es un poco tímido. Si bien es un buen trabajador, a menudo su jefe lo presiona y, debido a los efectos de la desgracia de ser un Donbrother, sus ideas para su empresa se consideran mediocres en el mejor de los casos y sus superiores no las recomiendan. Su color es el rosa y cuando se transforma en KijiBrother, se convierte en un guerrero de 220cm de altura que es excelente en el combate aéreo.[6] Sin darse cuenta de la verdadera naturaleza de su esposa como Juto, Tsuyoshi es tan protector con Miho que generalmente es violento con cualquiera que la amenace e incluso se convierte en un Hitotsuki algunas veces por su deseo de proteger a ella o quedarse a su lado, hasta que finalmente los otros Donbrothers lo convencen de que ella era una Juto disfrazada, dejándolo destrozado. Al final de la serie, Tsuyoshi deja su trabajo y decide mudarse del apartamento que compartía con Miho, hasta que Natsumi se le acerca, quien compartió sus recuerdos con Miho mientras la tenían como rehén y decidió vivir con él.
- Jirō Momotani (桃谷 ジロウ Momotani Jirō?)/Don Doragoku (ドンドラゴクウ DonDoragokū?): Es un hombre misterioso que se cree un héroe natural y afirma ser el nuevo líder de los Donbrothers después de que Tarō desaparece. A igual que Tarō, Jiro fue encontrado en una cápsula con forma de melocotón cuando era bebé y criado por Terasaki en una instalación de su aldea. Tiene una personalidad pura y, a menudo, corre por el mundo como un niño. Sin embargo, a pesar de que hace todo lo posible para agradar a los demás, su ingenuidad a menudo molesta a los demás, ya que a veces hace o dice cosas que pueden parecer incómodas y desagradables. Su color es el dorado y cuando se transforma en Don Doragoku, se convierte en un guerrero que puede imitar la forma y habilidades de sus compañeros.[7] Eventualmente aprendería la verdad de que su padre adoptivo es un Juto y que su ciudad natal es una invención, lo que lo deja devastado, hasta que él y Dark Jiro deciden seguir adelante con sus vidas fusionando ambas personalidades en una sola, haciendo que Jiro vuelva a estar completo.
- Jirō Peligroso (危ないジロウ Abunai Jirō?)/Don Torabolt (ドントラボルト DonToraboruto?): También conocido como Jirō Oscuro (闇ジロウ Yami Jirō?): Es la personalidad original de Jirō Momotani, cuando era joven, un grupo de niños lo invitó a jugar un juego de Kagome Kagome con ellos y ganó en ese juego. Su victoria en dicho juego junto con los elogios que había recibido de los propios niños haría que se reprimiera ya que se creó un Jirō Momotani más amigable y lo reemplazó como la personalidad dominante. A diferencia de su yo regular dominante, es mucho más cruel y hostil, atacando a cualquiera que alguna vez lo haya tratado con desdén. En particular, Jirō Peligroso ha desarrollado una venganza hacia Tarō debido a que este último es mucho mejor que él en todo, y tiene como objetivo derrotarlo y reemplazarlo como el único héroe y líder de los Donbrothers. A Jirō Peligroso no le gusta su otro yo por la gran idolatría de Tarō por parte de este último, alegando que esta es la razón por la cual Jirō nunca superará realmente a Tarō. Sin embargo, no va tan lejos como para antagonizar al principal Jirō, quien lo aceptó rápidamente y también pudo domar fácilmente su comportamiento salvaje en la batalla. Su color es el plateado y cuando se transforma en Don Torabolt, se convierte en un guerrero que puede imitar la forma y habilidades de sus compañeros.[7]

### Aliados
- Jin Momoi (桃井人 Momoi Jin?): Es el padre adoptivo de Tarō y el mentor de los Donbrothers. Como penitencia por el crimen de criar a Don Momotaro, fue encarcelado y nombrado guardián de la frontera que conecta a la capa Noto y el mundo humano, pero puede aparecer en varios lugares como un avatar.
- Kaito Goshikida (五色田 介人 Goshikida Kaito?)/Zenkaiser Black (ゼンカイザーブラック Zenkaizā Burakku?): El dueño del café Donbura donde Haruka trabaja a tiempo parcial. Este personaje es muy similar al personaje principal de Kikai Sentai Zenkaiger pero es completamente diferente. A diferencia de su contraparte original, esta versión de Kaito muestra una actitud distante y generalmente se muestra inflexible en todo lo que hace cuando se transforma, siendo un propietario de un negocio bien establecido. Sin embargo, tiene una serie de peculiaridades, dejando que Shinichi se vaya sin pagar después de aceptar su haiku.
- Miho Kijino (雉野 みほ Kijino Miho?): es la esposa de Tsuyoshi que guarda un extraño parecido con Natsumi. Miho es una esposa cariñosa con Tsuyoshi y apoya todas las decisiones positivas que toma. Ella acepta a Tsuyoshi tal como es, un trabajador amable pero a veces con dificultades, a pesar de que este último a veces siente que no es lo suficientemente bueno para ella. Se revela después que Miho es una Juto que tomó la apariencia de Natsumi.
- Natsumi Kuramochi (倉持 ナツミ Kuramochi Natsumi?): La novia de Tsubasa, que era miembro de su compañía de teatro. Un año antes de los eventos de la serie, cuando la compañía estaba en un viaje de vacaciones, un Juto entró en la boca de Natsumi mientras dormía. Determinó que ella era compatible y la arrastró a un portal. El Juto prometió a Tsubasa que podría volver a ella después de un año si se lo guardaba para sí mismo. Tsubasa se vio obligado a convertirse en un criminal buscado desde entonces ya que fue culpado por su desaparición. Eventualmente, Tsubasa logra liberarla del Juto y estaba feliz de reunirse con Tsubasa después de salvarla. Sin embargo, la desgracia posterior que Tsubasa había sufrido como resultado de resucitar a Sononi con sus Kibi-Points de antemano haría que Natsumi se sintiera gradualmente inseguro por tener que vivir una vida potencial huyendo con él. Al final, Natsumi decide romper con Tsubasa. Además de sus sentimientos de inseguridad de tener que vivir potencialmente una vida a la fuga si decide quedarse con él, otro factor que contribuye a la ruptura en sí sería el desarrollo de sus sentimientos hacia Tsuyoshi Kijino, lo que la influiría para enamorarse de él debido al hecho de que el vínculo de Natsumi con la mente del Juto Grulla mientras estaba inconsciente y restringida en el Bosque del Sueño había formado la base de la vida de Miho. Por lo tanto, Tsubasa se vio obligado a tomar la decisión desgarradora de dejar que Natsumi estuviera con Tsuyoshi a pesar de sentirse herido por el desafortunado hecho y por las consecuencias de las acciones de dicho Juto.
- Yuriko Kitō (鬼頭 ゆり子 Kitō Yuriko?): Es una mujer policía y la tía de Haruka Kito. Que investiga a Tsubasa y los crímenes de los Juto

### Arsenal
- DonBlaster (ドンブラスターDonburasutā?):  Es el dispositivo de transformación de los DonBrothers, que también los usan como arma
- Omikoshi Phoenix (オミコシフェニックス Omikoshi Fenikkusu?):  Es un dispositivo con temática de fénix utilizado por Don Momotaro para acceder a su modo GoldDon Momotaro
- ZanglaSword (ザングラソード ZanguraSōdo?): Es el arma principal de Don Momotaro, con forma de espada.
- Full Konbou (フルコンボウ Furu Konbou?): Es el arma principal de Oni Sister, con forma de garrote con púas.
- Tiguardora (虎的盾鑼タイガードラ Taigādora?): Es el arma principal de Don Dorakogu, con forma de escudo.
- Avataro Gears (アバタロウギア Abatarō Gia?): Son unos pequeños engranajes cuyos podres están basados en equipos Sentai pasados
  - Don Momotaro Avataro Gear (ドンモモタロウアバタロウギア DonMomotarou Abatarō Gia?): Es usado por Don Momotaro para su transformación.
  - Saru Brother Avataro Gear (サルブラザーアバタロウギア SaruBurazā Abatarō Gia?): Es usado por Saru Brother para su transformación.
  - Oni Sister Avataro Gear (オニシスターアバタロウギア OniShisutā Abatarō Gia?): Es usado por Oni Sister para su transformación.
  - Inu Brother Avataro Gear (イヌブラザーアバタロウギア InuBurazā Abatarō Gia?): Es usado por Inu Brother para su transformación.
  - Kiji Brother Avataro Gear (キジブラザーアバタロウギア KijiBurazā Abatarō Gia?): Es usado por Kiji Brother para su transformación.
  - ToQger Avataro Gear Alter (トッキュウジャーアバタロウギアアルター Tokkyūjā Abatarō Gia Arutā?): Invoca al ToQger Alter.
  - Zyuohger Avataro Gear Alter (ジュウオウジャーアバタロウギアアルター Jūōjā Abatarō Gia Arutā?): Invoca al Zyuohger Alter.
  - Ryusoulger Avataro Gear Alter (リュウソウジャーアバタロウギアアルター Ryūsōjā Abatarō Gia Arutā?): Invoca al Ryusoulger Alter.
  - Ninninger Avataro Gear Alter (ニンニンジャーアバタロウギアアルター Ninninjā Abatarō Gia Arutā?): Invoca al Ninninger Alter.
  - Lupinranger Avataro Gear Alter (ルパンレンジャーアバタロウギアアルター Rupanrenjā Abatarō Gia Arutā?): Invoca al Lupinranger Alter.
  - Patranger Avataro Gear Alter (パトレンジャーアバタロウギアアルター Patorenjā Abatarō Gia Arutā?): Invoca al Patranger Alter.

### Mechas
- Don Onitaijin (ドンオニタイジン Don'Onitaijin?): Es el mecha principal de los DonBrothers. Tiene la capacidad de alterar su tamaño desde la altura humana promedio hasta la altura imponente de un mecha.[8]
  - Don Robotaro (ドンロボタロウ DonRobotarō?): Es el mecha personal de Don Momotaro, basado en Momotaro. Puede moverse a altas velocidades con el propulsor jet en su espalda y generar cortes para formar un tornado de polvo. Forma la cabeza y el torso de Don Onitaijin.[9]
  - Saru Brother Robotaro (サルブラザーロボタロウ SaruBurazā Robotarō?): Es el mecha personal de Saru Brother, basado en un Gorila. Puede moverse y generar ondas sísmicas con sus poderosos brazos. Forma los brazos y el hombro izquierdo de Don Onitaijin.[10]
  - Oni Sister Robotaro (オニシスターロボタロウ OniShisutā Robotarō?): Es el mecha personal de Oni Sister, basado en un Oni. Puede disparar las púas de su armadura y energizar los ataques con energía eléctrica. Forma la pierna derecha de Don Onitaijin.[11]
  - Inu Brother Robotaro (イヌブラザーロボタロウ InuBurazā Robotarō?): Es el mecha personal de Inu Brother, basado en un Perro. Puede ejecutar un ataque de rueda giratoria. Forma la pierna izquierda de Don Onitaijin.[11]
  - Kiji Brother Robotaro (キジブラザーロボタロウ KijiBurazā Robotarō?): Es el mecha personal de Kiji Brother, basado en un Faisán. Puede generar un ataque de bomba en picado de ciclón girando su cuerpo. Forma el hombro derecho, hombreras y espadas de Don Onitaijin.[10]
- Toradragonjin (トラドラゴンジン Toradoragonjin?): Es el mecha principal de  Don Doragoku/Don Torabolt. Posee una agilidad superior en el combate cuerpo a cuerpo, la capacidad de volar y posee la fuerza suficiente para enviar un enemigo volando con una patada giratoria.[12]
- Don ZenkaiOh (ドンゼンカイオー Don Zenkaiō?): Es la combinación de JuranTyranno de los Zenkaigers y Superbike Enya Rideon de Don Momotaro. Esta combinación otorga a ZenkaiOh una espada y un gran escudo. Además, es mucho más acrobático que las combinaciones anteriores. El mecha puede usar los propulsores de Enya Rideon para lograr un vuelo limitado, mientras que la hoja del brazo le permite hacer un túnel bajo tierra a velocidades supersónicas.[13]
  - Superbike Enya Rideon (スーパーバイクエンヤライドン Sūpābaiku En'ya Raidon?): Es la motocicleta personal de Don Momotaro.[14]
- Toradora Onitaijin (トラドラオニタイジン  Toradora Onitaijin?): Es la combinación entre Don Onitaijin y Toradragonjin.[15]
- Don Momotaro Alter (ドンモモタロウアルター DonMomotarou Arutā?): Es una manifestación del alma de Don Momotaro que se separa de su cuerpo, de una manera similar a la de un juego en línea. Una vez activado, Don Momotaro Alter puede cambiar entre una forma humanoide parecida a Don Momotaro para el combate activo o una forma de melocotón blindado en situaciones defensivas. Don Momotaro Alter también es capaz de rebotar en construcciones digitales y hacer uso de portales y puertas ocultas en combate, con la ayuda de su propia espada.[16]
- Don Dorakogu Alter (ドンドラゴクウアルター DonDoragokū Arutā?): Es una manifestación del alma de Don Doragoku que se separa de su cuerpo, de una manera similar a la de un juego en línea. Una vez activado, Don Doragoku Alter puede cambiar entre una forma humanoide que se asemeja a Don Doragoku para el combate activo o una forma de dragón blindado en situaciones defensivas.[17]
  - ToQger Alter (トッキュウジャーアルター Tokkyūjā Arutā?): Es un mecha auxiliar con forma de tren. Puede combinarse con Don Momotaro Alter para otorgarle la capacidad de levitar y también reemplaza los brazos con pinzas gemelas.[18]
  - Zyuohger Alter (ジュウオウジャーアルター Jūōjā Arutā?): Es un mecha auxiliar compuesto por tres cubos. Puede combinarse con Don Momotaro Alter para otorgarle una puntería infalible, además de la capacidad de volar libremente y lanzar cubos de energía al oponente.[19]
  - Ryusoulger Alter (リュウソウジャーアルター Ryūsōjā Arutā?): Es un mecha auxiliar con forma de tyranosaurus Rex. Puede combinarse con Don Momotaro Alter para otorgarle la capacidad de arrojar llamas, además de estar armado con una espada y un escudo[20]
  - Ninninger Alter (リュウソウジャーアルター Ryūsōjā Arutā?): Es un mecha auxiliar con forma de Dron Shuriken. Puede combinarse con Don Momotaro Alter para otorgarle la capacidad de arrojar shurikens, además de reemplazar sus brazos con shurikens[21]
  - Lupinranger Alter (ルパンレンジャーアルター Rupanrenjā Arutā?): Es un mecha auxiliar con forma de avión a reacción. Puede combinarse con Don Momotaro Alter para otorgarle la capacidad de volar y también reemplaza su brazo derecho con una espada.[22]
  - Patranger Alter (パトレンジャーアルター Patorenjā Arutā?): Es un mecha auxiliar con forma de carro de policía. Puede combinarse con Don Momotaro Alter para otorgarle la capacidad de volar y también reemplaza su brazo derecho con una espada.[23]

### Noto
Los Noto (脳人?) son una raza de especies superiores que habitan la Capa Noto (脳人レイヤー, Nōto Reiyā?), una dimensión superior formada por pensamientos humanos que se superpone con el mundo humano. Si bien depende de las ondas cerebrales humanas para sobrevivir, un grupo misterioso conocido como el "Consejo" envía a tres representantes de Noto para neutralizar los deseos humanos que causan interrupciones en su mundo.
- Sonoi (ソノイ?): Es un general de los Noto, es un hombre con un comportamiento inusualmente tranquilo y elegante. Aprecia la pintura como pasatiempo. Si bien es sorprendentemente heroico y empático con los humanos en general, detesta a los humanos codiciosos lo suficiente como para personalmente capturarlos. También forma una amistad complicada con Taro antes de conocer su identidad como Don Momotaro y uno de los últimos miembros vivos del Clan Don, decidiendo derrotarlo en la batalla. Los dos eventualmente tienen un duelo que termina con la muerte de Sonoi. Más tarde, Sonoi es resucitado por el Consejo usando la energía de Tarō, pero su personalidad es similar a la de Tarō hasta que vuelve a su antigua personalidad.[24]
- Sononi (ソノニ?): Es una general de los Noto, Sononi es una mujer que está interesada en las relaciones amorosas en el mundo humano. Ella está interesada en el amor porque no entiende su concepto y encuentra a los humanos fascinantes a pesar de la misión de su raza de erradicar a los que tienen deseo. Ella comienza a acercarse a Tsubasa y desarrolla sentimientos por él. Estos sentimientos la motivan a convencer a Tsubasa de que mate a Miho para liberar a Natsumi, sin mencionarle que Natsumi moriría como resultado de su conexión con los Juto.[25] Sin embargo, se arrepiente de su decisión y se sacrifica para proteger a ambos, lo que lleva a Tsubasa a usar sus Kibi-Points para revivirla. Al final de la serie, ella y Tsubasa son fugitivos de la policía.
- Sonoza (ソノザ?): Es un general de los Noto, Sonoza es un hombre inquietante y mentalmente inestable que se ríe y llora fuera de lugar. Está interesado en las emociones humanas y trata de aprender sobre ellas intentando imitar ciertas reacciones, incluso preguntando a los transeúntes al azar si lo que hizo es la forma correcta de expresar una emoción, lo que a menudo inquieta al observador. Se encariña con el manga de Haruka y la anima a continuar con su trabajo.[26] Al final de la serie, Sonoza se convierte en editor de manga de Haruka.
- Sonoshi (ソノシ?): Es el cuarto miembro y el Inspector de los Noto que llega al mundo humano para observar al trío e investigarlos por confraternizar con humanos, pero decide extorsionar al trío para que los ayude a matar a los Donbrothers.[27] Posee una personalidad obsesiva e histriónica, en ese caso con gran repudio contra la suciedad y los gérmenes. Es asesinado por Sonoya.
- Sonogo (ソノゴ?): Es una ejecutora de Sonoshi que está obsesionada con su belleza y es especialista en el manejo de la espada.[28] Piensa que es el ser más bello, incluso atacando humanos que se demoran en elogiarla o considerados por ella como "respuestas obvias". Ella es asesinada por Sonona.
- Sonoroku (ソノロク?): Es uno de los ejecutores de Sonoshi, brutal y despiadado con sus enemigos.[29] Se considera "altruista" al ayudar a otros, siempre y cuando se hace de una forma brusca y cruel. Es asesinado por Sonoya.
- Sonona (ソノナ?): Es una ejecutora del Consejo Noto que puede robar las habilidades de sus enemigos, es enviada a la tierra para castigar a Sonoshi por su fracaso.[30] Ella es asesinada junto a Sonoya por Don Momotaro.
- Sonoya (ソノロク?): Es un ejecutor del Consejo Noto que puede robar las habilidades de sus enemigos, es enviado a la tierra para castigar a Sonoshi por su fracaso.[31] Es asesinado junto a Sonona por Don Momotaro.
- Don Murasame (ドンムラサメ DonMurasame?): es una katana sensible que es capaz de manifestar un cuerpo humanoide artificial y asume la identidad de un guerrero tipo Donbrother con temática de ninja/tiburón, de color púrpura. Don Murasame es una forma de vida artificial creada originalmente como el arma del Consejo contra los Juto que Madre lanzó prematuramente para luchar contra los Donbrothers antes de que pudiera ser perfeccionado, convirtiéndolo efectivamente en un fugitivo del Consejo.[32]
- Anōni (アノーニ?): Son los soldados de campo de Noto. Están armados con martillos para el combate.

### Juto
Los Juto (獣人 Jūto?) son el segundo grupo de antagonistas de Avataro Sentai Donbrothers. son formas de vida artificiales que el clan Don creó como una fuente de energía alternativa para que los Noto ya no dependieran de las ondas cerebrales humanas, pero los Juto fueron sellados después de que terminaron siendo una amenaza tanto para los humanos como para los Noto. Los Juto capturan humanos y los mantienen dentro de su dominio forestal, el Bosque del Sueño (眠りの森, Nemuri no Mori?), como plantillas para asumir forma humana, creando un vínculo donde la destrucción de un Juto conduciría a la muerte del humano a menos que el humano sea capaz de escapar del bosque. También pueden morir si no pueden adquirir una nueva plantilla, mientras que su plantilla actual muere por causas naturales como la vejez.
- - Juto Grulla (ツル獣人ジュート Tsuru Jūto?): Un Juto de rango A que asumió la apariencia de Natsumi y creó la identidad de Miho Kijino para evitar su captura. La búsqueda de Tsubasa por dar con el paradero de Natsumi lo lleva a descubrir la verdadera identidad de la esposa de Tsuyoshi, lo que lo pone en problemas con este.
  - Juto Pingüino (ペンギン獣人ジュート Pengin Jūto?): un poderoso Juto de rango S que es el guardián del Bosque del Sueño, anteriormente perteneció al clan Don hace un siglo, asumió su estado actual para convertirse en un poderoso inmortal. Habiendo asumido la identidad del oficial de policía local Terasaki (寺崎?), crio a Jirō con el propósito de usarlo como una nueva plantilla, ya que su actual está muriendo lentamente de vejez.
  - Juto Gato (ネコ獣人ジュート Neko Jūto?): varios Juto de rango B que funcionan como soldados de infantería debido a su naturaleza salvaje.

### Madre
Madre (マザー Mazā?) es una entidad desconocida de la Capa Noto que libera a Don Murasame para cumplir sus órdenes en contra de los deseos del Consejo.

## Episodios
Los episodios en esta temporada se denominan Don (ドン?), los nombres de los episodios son palabras o frases cortas, escritas completamente en hiragana.
1. Avataro (あばたろう Abatarou?)[33]
2. Durazno grande, durazno pequeño (おおもも、こもも Ō Momo, Ko Momo?)[34]
3. Ladrón de luz (あかりどろぼう Akari Dorobō?)[35]
4. Oni de onigiri (おにぎりのおに Onigiri no Oni?)[36]
5. Perro escondido (たてこもったイヌ Tatekomotta Inu?)[37]
6. Faisán de vida corta (キジみっかてんか Kiji Mikka Tenka?)[38]
7. Grupo de maestros (せんせいのむれ Sensei no Mure?)[39]
8. Cautiverio de pelo largo (ろんげのとりこ Ron-ge no Toriko?)[40]
9. Desgastado Taro y Robotaro (ぼろたろうとロボタロウ Borotarou to Robotarou?)[41]
10. El Arco Iris que el Oni vio (オニがみたにじ Oni ga Mita Niji?)[42]
11. El perro sufre una insolación (イヌのかくらん Inu no Kakuran?)[43]
12. La luna miente (つきはウソつき Tsuki wa Usotsuki?)[44]
13. Adios Tarō (さよならタロウ Sayonara Tarō?)[45]
14. Sustituto Jirō (みがわりジロウ Mi-gawari Jirō?)[46]
15. Bienvenido de nuevo Tarō (おかえりタロウ Okaeri Tarō?)[47]
16. Interruptor de oscuridad (やみおちスイッチ Yami Ochi Suitchi?)[48]
17. luz y Tsubasa (ひかりとつばさ Hikari to Tsubasa?)[49]
18. Un golpe asombroso (ジョーズないっぽん Jōzuna Ippon?)[50]
19. Hola fantasma (もしもしユーレイ Moshimoshi Yūrei?)[51]
20. Elegía de nariz alta (はなたかえれじい Hanataka Erejī?)[52]
21. El camino del ramen extremo (ごくラーメンどう Goku Rāmen Dō?)[53]
22. Camino infernal del manga (じごくマンガみち Jigoku Manga-michi?)[54]
23. Perro se convierte en perro (イヌ、いぬになる Inu, Inu ni Naru?)[55]
24. Hijo, gabardina para dos (むすこ、ににんばおり Musuko, Nininbaori?)[56]
25. Héroe-Trabajador (ヒーローしごとにん Hīrō Shigoto Nin?)[57]
26. Paso final hacia adelante (フィナーレいさみあし Fināre Isamiashi?)[58]
27. Duelo de verdad (けっとうマジマジ Kettō Majimaji?)[59]
28. Secreto del secreto (ひみつのヒミツ Himitsu no Himitsu?)[60]
29. Luto y Murasame (とむらいとムラサメ Tomurai to Murasame?)[61]
30. Cazador Juto (ジュートのかりゅうど Jūto no Karyūdo?)[62]
31. Revelación de cara de perrito (かおバレわんわん Kao Bare Wanwan?)[63]
32. Duelo Parte 2 (けっとうソノ２ Kettō Sono Ni?)[64]
33. El pájaro Wasshoi (ワッショイなとり Wasshoina Tori?)[65]
34. Natsumi se encuentra conmigo (なつみミーツミー Natsumi Mītsu Mī?)[66]
35. Canción del origami (おりがみのうた Origami No Uta?)[67]
36. Perro perro batalla (イヌイヌがっせん Inu Inu Gassen?)[68]
37. Yo y Ni y Za y Shi (イとニとザとシ I to Ni to Za to Shi?)[69]
38. Cocina sin sentido (ちんぷんかんクッキング Chinpunkan Kukkingu?)[70]
39. Presionar un botón inesperado (たなからボタンぽち Tanaka-ra Botan Pochi?)[71]
40. Paseo de amor peligroso (キケンなあいのり Kiken'na Ainori?)[72]
41. Papá Noel luchando (サンタくろうする Santa Kurōsuru?)[73]
42. Familia desagradable (ドンびきかぞく Donbiki Kazoku?)[74]
43. Corre a través del tiempo, corre a través de los misterios (トキかけナゾかけ Toki Kake Nazo Kake?)[75]
44. Blanco revelado, negro revelado (しろバレ、くろバレ Shiro Bare, Kuro Bare?)[76]
45. Aldea que ríe, Aldea resistente (カカむらガガむら Kakamura Gagamura?)[77]
46. El sueño de una noche de Natsumi (なつみのよのゆめ Natsumi no Yo no Yume?)[78]
47. Conferencia DonNo (ドンノーかいぎ Don'nō Kaigi?)[79]
48. 9 Donbro (9にんのドンブラ Kyūnin no Donbura?)[80]
49. Últimos recuerdos (さいごのおもいで Saigo no Omoide?)[81]
50. Hemos hecho verdaderos lazos (えんができたな Enga Dekitana?)[82]

### Películas
- Avataro Sentai Donbrothers The Movie: New First Love Hero (暴太郎戦隊ドンブラザーズ THE MOVIE 新・初恋ヒーロー Abatarō Sentai Donburazāzu Za Mūbī: Shin Hatsukoi Hīrō?): Estrenada el 22 de julio de 2022
- Avataro Sentai Donbrothers vs. Zenkaiger (暴太郎戦隊ドンブラザーズVSゼンカイジャー Abatarō Sentai Donburazāzu Tai Zenkaijā?): Película crossover de Donbrothers con su serie predecesora Kikai Sentai Zenkaiger. Estrenada se espera para el 3 de mayo de 2023.

## Reparto
- Tarō Momoi: Kōhei Higuchi
- Shin'ichi Saruhara: Yūki Beppu
- Haruka Kito: Kohaku Shida
- Tsubasa Inuzuka: Tōtarō
- Tsuyoshi Kijino: Hirofumi Suzuki
- Jirō Momotani/Jiro Peligroso: Raizō Ishikawa
- Jin Momoi: Sōkō Wada
- Kaito Goshikida: Kiita Komagine
- Miho Kijino/Natsumi Kuramochi: Momoko Arata
- Yuriko Kitō: Hitomi Miwa
- Sonoi: Yūya Tominaga
- Sononi: Amisa Miyazaki
- Sonoza: Shin'nosuke Takahashi
- Sonoshi: Tomoki Hirose
- Sonogo: Mana Takai
- Sonoroku: Shin Koyanagi
- Sonona: Yuka Motohashi
- Sonoya: Kōhei Murakami
- Don Murasame: Ayumu Murase
- Madre: Mamiko Noto
- Terasaki: Ichizō
- Narrador: Daiki Hamano

## Temas Musicales

### Tema de apertura
- Ore Koso Only One (俺こそオンリーワン Ore Koso Onrī Wan, "¡yo soy el único"?)
  - Letra: Neko Oikawa
  - Composición y arreglos: Fuwari
  - Intérprete: Win Morisaki

### Tema de cierre
- Don't Boo! Donbrothers (Don't Boo!ドンブラザーズ Don't Boo! Donburazāzu?)
  - Letra: Neko Oikawa
  - Composición y arreglos: Fuwari
  - Intérprete: Win Morisaki

### Producción
La marca comercial de la serie fue presentada por Toei Company el 2 de noviembre de 2021.